# ブリニャル・インギ・ビャルナソン
ブリニャル・インギ・ビャルナソン（Brynjar Ingi Bjarnason、1999年12月6日 - ）は、アイスランド・アークレイリ出身のサッカー選手。ノルウェー・エリテセリエン・ヴォレレンガ・フォトバル所属。ポジションはDF。

## クラブ経歴
2017年にKRアークレイラルのトップチームに昇格。ローン移籍を経て2019年シーズンよりトップチームに定着。2020年7月5日のブレイザブリクUBK戦ではプロ初ゴールを決めた。
2021年6月30日、USレッチェと3年契約を締結。7月13日に入団会見が行われ、移籍が決定した。

## 代表経歴
2021年5月にアイスランド代表に初招集され、同月30日のメキシコ戦で代表戦初出場。6月8日のポーランド戦では代表戦初ゴールを決めた。